# Blues for Allah
Blues for Allah è l'ottavo album in studio del gruppo rock statunitense Grateful Dead, pubblicato nel 1975.

## Descrizione

### Registrazione
Blues for Allah fu registrato nell'ottobre 1974 al termine di una pausa dalle scene che i Grateful Dead si erano presi. Consapevoli di avere bisogno di un nuovo album per la loro etichetta indipendente personale, la band cominciò il progetto nel gennaio 1975. In contrasto agli studi di registrazione professionali impiegati per le sessioni dei precedenti album, il gruppo utilizzò lo studio casalingo che il chitarrista Bob Weir si era costruito nella sua nuova casa a Mill Valley, California. Piuttosto che utilizzare il loro abituale approccio di incidere in sala di registrazione i brani già collaudati dal vivo nei concerti, le tracce presero forma direttamente in studio. Secondo il manager Rock Scully, questo era in parte un tentativo del leader Jerry Garcia di ottenere maggiore coinvolgimento dal lato compositivo da parte degli altri membri del gruppo. 
Creando materiale partendo da zero, la band è riuscita a progredire oltre i generi precedenti in cui aveva suonato. Garcia ha spiegato: «Stiamo lavorando sulla creazione di stili, piuttosto che essere semplicemente eclettici o sintetizzare altri stili. Pertanto, la cosa è un po' più difficile e considerevolmente più sperimentale». Il riff principale di Franklin's Tower fu in parte ispirato al ritornello del successo di Lou Reed Walk on the Wild Side.
Dal tutto emerge un discernibile tema mediorientale, supportato dai testi di Robert Hunter. Indicazioni di tempo non propri della musica occidentale emergono in parte del materiale, così come gli esperimenti con la strumentazione, come il flauto in Sage & Spirit ispirato a Bach (titolo dal nome delle figlie del manager Rock Scully). Garcia disse che stava "creando scale che generassero la loro armonia in modi che non erano simmetrici nelle relazioni classiche regolari maggiore-minore".
Il bassista Phil Lesh ricordò: «Jerry ci portò una strana, quasi atonale entità melodica che si sarebbe evoluta nella canzone del titolo e nella sequenza sull'album, e io avevo abbozzato un piccolo numero strumentale in sette battute dal sapore latino ispirato alla poesia Ozymandias di Shelley, chiamato King Solomon's Marbles. Oltre a Crazy Fingers, il suo meraviglioso saggio di fumosa ambiguità, Jerry contribuì anche con un trittico di brani già scritti (Help on the Way, Slipknot e Franklin's Tower) che sarebbero diventati, nelle performance dal vivo, uno dei i nostri migliori veicoli esplorativi. Bob aveva un bellissimo pezzo strumentale, Sage and Spirit, e uno dei suoi rock più entusiasti, Music Never Stopped, per completare l'album.»
Descrivendo l'atmosfera, Lesh disse: «Lo studio casalingo di Bob era grande giusto per contenere noi e vari ospiti, tipo Mickey [Hart], David Crosby e John Cipollina, che andavano e venivano di continuo. Finimmo l'album come volevamo noi, e poi portammo i nastri agli Artisan Sound Recorders di San Francisco per il missaggio finale». Il tecnico del suono Dan Healy si occupò del progetto, assistito da Robbie Taylor.
Il percussionista Mickey Hart fu invitato alle sessioni da Garcia e Lesh. Hart aveva lasciato la band nel febbraio 1971. Egli contribuì alla stesura di King Solomon's Marbles e suonò occasionalmete alcune parti di percussioni (inclusa la suite in tre parti del titolo). A seguito della pubblicazione dell'album, Hart venne reintegrato ufficialmente nei Grateful Dead. Oltre a contribuire come corista, Donna Godchaux cantò come co-vocalist in The Music Never Stopped e nella suite Blues for Allah. Al flauto si cimentò il musicista ospite Steve Schuster.
Sebbene non avessero più fatto tour dal 1974, i Grateful Dead si esibirono occasionalmente a San Francisco durante le sessioni per l'album. Testando dal vivo la nuova suite, suonarono (come "Jerry Garcia & Friends") al Kezar Stadium in occasione dell'evento "SF SNACK Benefit (Students Need Athletics, Culture and Kicks)" prodotto da Bill Graham, il 23 marzo 1975.
Il titolo dell'album fu deciso quando Re Faysal dell'Arabia Saudita, fu assassinato poco dopo l'inizio delle sessioni di registrazione. Ai membri della band era stato raccontato che Faisal era un fan dei Grateful Dead. Alla fine, Hunter considerò il testo della title track del disco come una sorta di requiem per il defunto monarca. Nella canzone sono inoltre presenti riferimenti a Le mille e una notte.

### Pubblicazione e copertina
L'album fu pubblicato negli Stati Uniti il 1º settembre 1975.
L'immagine di copertina mostra un'illustrazione di Phillip Garris con l'iconica immagine di uno scheletro con i capelli bianchi scarmigliati che suona il violino con indosso una tunica rossa e occhiali da sole, seduto alla finestra di un tempio antico. L'opera, intitolata "The Fiddler" ("Il violinista"), era stata dipinta nell'estate del 1974, ed aveva ricevuto due premi dalla Society of Illustrators. Le prime stampe originali dell'album avevano un inserto con una frase scritta in inglese e arabo.
Per celebrare l'uscita del disco, il gruppo suonò un piccolo concerto presso la Great American Music Hall, eseguendo l'intero album. La performance venne registrata e pubblicata nel 1991 nell'album One from the Vault.
Dall'album furono estratti due singoli, The Music Never Stopped e Franklin's Tower, entrambi con Help on the Way come lato B. The Music Never Stopped è più corta rispetto alla versione dell'album, con un finale differente. Franklin's Tower è in versione editata.
Blues for Allah fu l'ultimo album di studio pubblicato dall'etichetta indipendente dei Grateful Dead, la Grateful Dead Records. Blues for Allah andò frequentemente fuori catalogo dopo il passaggio della band alla Arista Records. L'album fu ristampato in formato CD nel 1987, per poi andare nuovamente fuori catalogo. Fu rimasterizzato ed esteso con brani extra come parte del cofanetto Beyond Description, nell'ottobre 2004, e poi pubblicato singolarmente nel 2006 dalla Rhino Records.

## Accoglienza
| Recensione               | Giudizio |
| ------------------------ | -------- |
| AllMusic                 | [ 8 ]    |
| Christgau's Record Guide | C–       |
| Piero Scaruffi           | 6/10     |

Recensendo l'album nel 1975 per la rivista Rolling Stone, Billy Altman scrisse che la prima facciata dell'LP "funziona meravigliosamente" per la maggior parte, ma definì il secondo lato "uno spreco totale di tempo". La rivista Gramophone recensì il disco scrivendo che la band aveva "scartato l'approccio blues e optato per uno stile semi-country e jazz-rock, ma senza trovare una vera direzione". Il critico del Village Voice Robert Christgau, da sempre sostenitore dei Grateful Dead, tuttavia restò profondamente deluso dal disco: «Questa volta trovo che il loro approccio musicale nevrastenico sia senza scopo e la confusione generale degna di gruppi come Yes o The Strawbs».

## Tracce
Lato A
1. Help on the Way – 3:15
2. Slipknot! – 4:03
3. Franklin's Tower – 4:37
4. King Solomon's Marbles – 1:55
5. Stronger Than Dirt or Milkin' the Turkey – 3:25
6. The Music Never Stopped – 4:35

Lato B
1. Crazy Fingers – 6:41
2. Sage & Spirit – 3:07
3. Blues for Allah – 3:21
4. Sand Castles & Glass Camels – 5:26
5. Unusual Occurrences in the Desert – 3:48

## Formazione
- Jerry Garcia - chitarra, voce
- Bob Weir - chitarra, voce
- Phil Lesh - basso
- Mickey Hart - batteria
- Bill Kreutzmann - batteria
- Donna Jean Godchaux - voce
- Keith Godchaux - tastiere, voce
- Steven Schuster - flauto